# Гукансё

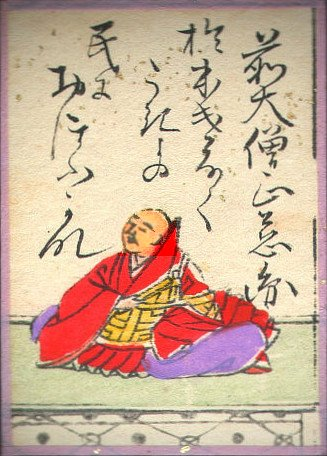
Дзиэн, автор «Записок дурака».

Гукансё (яп. 愚管抄 гукансё:, «Записки дурака») — японское историческое сочинение начала периода Камакура, созданное буддистским монахом Дзиэном в 1220 году, накануне Смуты Дзёкю. Состоит из 7 свитков, содержит изложение истории Японии от времен правления легендарного Императора Дзимму и до времени правления Императора Дзюнтоку. Проникнут эсхатологической идеей конца света и мыслями о том, что человеческой историей руководит Высший закон правды — принцип Дао.